# Kabinet-Murayama
Het kabinet–Murayama (Japans: 村山内閣 was de regering van het Keizerrijk Japan van 30 juni 1994 tot 11 januari 1996.

## Kabinet–Murayama (1994–1996)
| Ambtsbekleder                                                | Ambtsbekleder       | Ambtsbekleder                             | Functie                                    | Ambtstermijn    | Ambtstermijn    | Partij |
| ------------------------------------------------------------ | ------------------- | ----------------------------------------- | ------------------------------------------ | --------------- | --------------- | ------ |
|                                                              | Tomiichi Murayama   | Tomiichi Murayama 村山富市 (1924)         | Premier                                    | 30 juni 1994    | 11 januari 1996 | JSP    |
|                                                              | Yohei Kono          | Yohei Kono 河野洋平 (1937)                | Vicepremier                                | 30 juni 1994    | 1 oktober 1995  | LDP    |
| Minister van Buitenlandse Zaken                              | Yohei Kono          | Yohei Kono 河野洋平 (1937)                | 11 januari 1996                            | 30 juni 1994    |                 | LDP    |
|                                                              | Ryutaro Hashimoto   | Ryutaro Hashimoto 橋本龍太郎 (1937–2006)  | Vicepremier                                | 1 oktober 1995  | 11 januari 1996 | LDP    |
| Minister van Economische Zaken                               | Ryutaro Hashimoto   | Ryutaro Hashimoto 橋本龍太郎 (1937–2006)  | 30 juni 1994                               |                 | 11 januari 1996 | LDP    |
|                                                              |                     | Hirozo Igarashi 五十嵐広三 (1926–2013)    | Secretaris- generaal                       | 30 juni 1994    | 8 augustus 1995 | JSP    |
|                                                              |                     | Koken Nosaka 野坂浩賢 (1924–2004)         | Secretaris- generaal                       | 8 augustus 1995 | 11 januari 1996 | JSP    |
|                                                              | Hiromu Nonaka       | Hiromu Nonaka 野中廣務 (1925–2018)        | Minister van Binnenlands Zaken             | 30 juni 1994    | 8 augustus 1995 | LDP    |
| Voorzitter van de Commissie voor Openbare Orde en Veiligheid | Hiromu Nonaka       | Hiromu Nonaka 野中廣務 (1925–2018)        |                                            | 30 juni 1994    | 8 augustus 1995 | LDP    |
|                                                              | Takashi Fukaya      | Takashi Fukaya 深谷隆司 (1935)            | Minister van Binnenlands Zaken             | 8 augustus 1995 | 11 januari 1996 | LDP    |
| Voorzitter van de Commissie voor Openbare Orde en Veiligheid | Takashi Fukaya      | Takashi Fukaya 深谷隆司 (1935)            |                                            | 8 augustus 1995 | 11 januari 1996 | LDP    |
|                                                              | Masayoshi Takemura  | Masayoshi Takemura 武村正義 (1934–2022)   | Minister van Financiën                     | 30 juni 1994    | 11 januari 1996 | NPS    |
|                                                              |                     | Isao Maeda 前田勲男 (1943–2016)           | Minister van Justitie                      | 30 juni 1994    | 8 augustus 1995 | LDP    |
|                                                              |                     | Tomoharu Tazawa 田沢智治 (1932–2006)      | Minister van Justitie                      | 8 augustus 1995 | 10 oktober 1995 | LDP    |
|                                                              |                     | Hiroshi Miyazawa 宮澤弘 (1921–2012)       | Minister van Justitie                      | 10 oktober 1995 | 11 januari 1996 | LDP    |
|                                                              |                     | Shoichi Idee 井出正一 (1939–2018)         | Minister van Volksgezondheid en Welzijn    | 30 juni 1994    | 8 augustus 1995 | NPS    |
|                                                              |                     | Tadayoshi Morii 森井忠良 (1929–2014)      | Minister van Volksgezondheid en Welzijn    | 8 augustus 1995 | 11 januari 1996 | JSP    |
|                                                              |                     | Manzo Hamamoto 浜本万三 (1920–2008)       | Minister van Arbeid                        | 30 juni 1994    | 8 augustus 1995 | JSP    |
|                                                              |                     | Takiji Aoki 青木薪次 (1926–2015)          | Minister van Arbeid                        | 8 augustus 1995 | 11 januari 1996 | JSP    |
|                                                              | Kaoru Yosano        | Kaoru Yosano 与謝野馨 (1938–2017)         | Minister van Onderwijs                     | 30 juni 1994    | 8 augustus 1995 | LDP    |
|                                                              | Yoshinobu Shimamura | Yoshinobu Shimamura 島村宜伸 (1934)       | Minister van Onderwijs                     | 8 augustus 1995 | 11 januari 1996 | LDP    |
|                                                              | Shizuka Kamei       | Shizuka Kamei 亀井静香 (1936)             | Minister van Transport en Infrastructuur   | 30 juni 1994    | 8 augustus 1995 | LDP    |
|                                                              | Takeo Hiranuma      | Takeo Hiranuma 平沼赳夫 (1939)            | Minister van Transport en Infrastructuur   | 8 augustus 1995 | 11 januari 1996 | LDP    |
|                                                              |                     | Koken Nosaka 野坂浩賢 (1924–2004)         | Minister van Bouw en Constructie           | 30 juni 1994    | 8 augustus 1995 | JSP    |
|                                                              | Yoshiro Mori        | Yoshiro Mori 森喜朗 (1937)                | Minister van Bouw en Constructie           | 8 augustus 1995 | 11 januari 1996 | LDP    |
|                                                              |                     | Taichiro Okawara 大河原太一郎 (1922–2017) | Minister van Landbouw, Bosbouw en Visserij | 30 juni 1994    | 8 augustus 1995 | LDP    |
|                                                              | Hosei Norota        | Hosei Norota 野呂田芳成 (1929–2019)       | Minister van Landbouw, Bosbouw en Visserij | 8 augustus 1995 | 11 januari 1996 | LDP    |
|                                                              |                     | Shun Oide 大出俊 (1922–2001)              | Minister van Communicatie en Post          | 30 juni 1994    | 8 augustus 1995 | JSP    |
|                                                              |                     | Issei Inoue 井上一成 (1932)               | Minister van Communicatie en Post          | 8 augustus 1995 | 11 januari 1996 | JSP    |
|                                                              | Masahiko Komura     | Masahiko Komura 高村正彦 (1942)           | Directeur- generaal van de JSDF            | 30 juni 1994    | 8 augustus 1995 | LDP    |
|                                                              | Seishiro Eto        | Seishiro Eto 衛藤征士郎 (1941)            | Directeur- generaal van de JSDF            | 8 augustus 1995 | 11 januari 1996 | LDP    |